# Менса, Джонатан
Джо́натан Менса́ (англ. Jonathan Mensah; 13 июля 1990, Аккра, Гана) — ганский футболист, защитник клуба MLS «Нью-Инглэнд Революшн». Выступал за сборную Ганы. В сборной играет под именем «Джонатан», чтобы избежать путаницы с другим игроком команды — Джоном Менса.

## Карьера

### Клубная
Менса начал карьеру в клубе «Ашанти Голд». В 2008 году перешёл в южноафриканский клуб «Фри Стэйт Старс». В июле 2009 года появилась информация о том, что Менса может перейти в греческий клуб «Панатинаикос», но позже Менса решил остаться в южноафриканском клубе. В январе 2010 года после перехода в итальянский клуб «Удинезе» был направлен в аренду в испанский клуб «Гранада». 8 июля 2011 года перешёл во французский «Эвиан».
24 февраля 2016 года подписал контракт на 2,5 года с «Анжи».
3 января 2017 года клуб MLS «Коламбус Крю» объявил о подписании Менсы в качестве назначенного игрока. В главной лиге США он дебютировал 4 марта 2017 года в матче стартового тура сезона против «Чикаго Файр». 26 августа 2017 года в матче против «Далласа» забил свой первый гол в MLS. В январе 2018 года «Крю» снял с Менсы статус назначенного игрока, чтобы освободить слот вне потолка зарплат для Мильтона Валенсуэлы. Перед началом сезона 2020 Менса был назначен капитаном команды. 22 октября 2020 года Менса продлил контракт с «Крю» на несколько лет. По итогам сезона 2020 он был включён в символическую сборную MLS.
10 февраля 2023 года Джонатан был приобретён клубом «Сан-Хосе Эртквейкс» за 500 тыс. долларов в общих распределительных средствах — 200 тыс. гарантированных и 300 тыс. условных, по 150 тыс. в год, если игрок будет в составе клуба в сезонах 2024 и 2025. За «Квейкс» он дебютировал 25 февраля в матче стартового тура сезона 2023 против «Атланты Юнайтед». По окончании сезона 2023 срок контракта Менсы с «Сан-Хосе Эртквейкс» истёк.
4 января 2024 года Менса на правах свободного агента присоединился к «Нью-Инглэнд Революшн», заключив однолетний контракт на сезон 2024 с опцией продления на сезон 2025. За «Революшн» дебютировал 24 февраля в матче стартового тура сезона против «Ди Си Юнайтед».

### В сборной
С 2010 года играет в составе сборной Ганы, принимал участие в чемпионате мира в ЮАР.
Джонатан зарекомендовал себя как игрока основного состава после чемпионата мира. 8 февраля 2011 года он забил свой первый гол за сборную Ганы в товарищеском матче против Того. Он был включён в состав команды для участия в Кубке африканских наций 2012 года, последнем турнире в чётные годы, прежде чем его перенесли, чтобы избежать конфликтов с чемпионатом мира. Джонатан сыграл 2 матча на групповом этапе, но потерял место в стартовом составе на стадии плей-офф. Год спустя он снова был включён в состав команды на Кубок африканских наций 2013 года вместе со своим товарищем по команде Мохаммедом Рабиу. Однако Джонатан сыграл всего один раз за весь турнир, выйдя на замену в перерыве матча плей-офф за третье место вместо Бойе.
12 мая 2014 года Джонатан был включён в предварительную заявку сборной Ганы из 30 человек на чемпионат мира 2014 года. 2 июня он был включён в окончательный состав. Менса начинал каждый матч на турнире, хотя сборная Ганы не смогла выйти из группы и завершила выступление на турнире с одной ничью и двумя поражениями.
Был включён в состав сборной на Кубок африканских наций 2021.

## Достижения
Командные
«Гранада»
- Победитель Сегунды B: 2009/10

«Коламбус Крю»
- Чемпион MLS (обладатель Кубка MLS): 2020

Индивидуальные
- Член символической сборной MLS: 2020